# Hipótesis sobre el origen de los croatas
El origen de los croatas antes de la gran migración de los eslavos es incierto. Los croatas modernos se consideran un pueblo eslavo, lo que es respaldado por estudios antropológicos, genéticos y etnológicos, pero evidencias arqueológica y otras históricas sobre la migración de los colonos eslavos, el carácter de la población nativa en el territorio actual de Croacia, y su relación mutua muestra diversas influencias históricas y culturales. 

## Etnogénesis croata
La definición de la etnogénesis croata comienza con la definición de etnicidad, según la cual un grupo étnico es una categoría socialmente definida de personas que se identifican entre sí sobre la base de una experiencia ancestral, social, cultural u otra común, y que muestra una cierta durabilidad a largo plazo. En el caso croata, no hay duda de que en la Alta Edad Media un determinado grupo se identificaban ellos mismos con el etnónimo Hrvati (croatas), y era identificado como tal por los demás. También tenía una connotación política, continuó expandiéndose, y desde la Baja Edad Media se identificó explícitamente con la nación, aunque no en el significado exacto de la nación moderna contemporánea.
En el caso de la actual nación croata, varios componentes o fases influyeron en su etnogénesis:
- el componente prehistórico indígena, que data de la Edad de Piedra, antes de 40000 años, y culturas más jóvenes, como la cultura Danilo neolítica, datada en 4700-3900 a. C., y la cultura Vučedol calcolítica, datada en 3000-2200 a. C..[He. 4]
- el componente protohistórico, que incluye a pueblos antiguos como los ilirios (incluidos los dálmatas y los liburnios en la costa de Croacia y los pannonii en la Croacia continental); los pueblos celtas o mixtos celta-ilirios, como los Iapydes, taurisci y Scordisci, también existieron durante un tiempo en la Croacia continental.[He. 4] En el siglo IV a. C. también existían algunas colonias griegas en las islas y la costa del Adriático.[He. 4]
- el componente de Antigüedad clásica causado por la conquista romana, que incluía una mezcla de antiguos ilirios y colonos y legionarios de Roma;[He. 5] También hubo una presencia temporal de yacigios de habla iraní en la frontera de Dalmacia romana en este momento.[He. 6]
- el componente de la Antigüedad Tardía-Alta Edad Media del período de la migración, iniciado por los hunos, y que en Croacia incluyó en la primera fase a los visigodos y suevos, que no se quedaron durante un largo período de tiempo, y los ostrogodos, gépidos y longobardos, que formó el breve reino Ostrogodo (493-553 d. C.).[He. 7] En la segunda fase se produjo la gran migración eslava, a menudo asociada con la actividad de los ávaros.[He. 7] Una gran parte de la población agrícola de Dalmacia en ese momento descendía de valacos o morlachs, una población que anteriormente hablaba latín.[1]
- el componente final Edad Media-Edad Moderna, que incluyó la presencia de magiares/húngaros e italianos/venecianos. Según los eruditos Heršakand y Nikšić, este componente también incluía a los germánicos/sajones.[He. 7][cita requerida] Después del siglo XIV, debido a la muerte negra, y finales del siglo XV, debido a la invasión otomana, el etnónimo croata se expandió desde las históricas tierras croatas hasta Eslavonia occidental, lo que causó que Zagreb se convirtiera en la capital del Reino de Croacia, y se incorporase a la etnogénesis poblacional de ese territorio.[He. 7] La invasión otomana provocó muchas migraciones de personas en los Balcanes y en Croacia, como las de los serbios y valacos,[He. 8] pero las siguientes guerras mundiales y eventos sociales también influyeron en la etnogénesis croata.[He. 8]

### Fuentes históricas antiguas

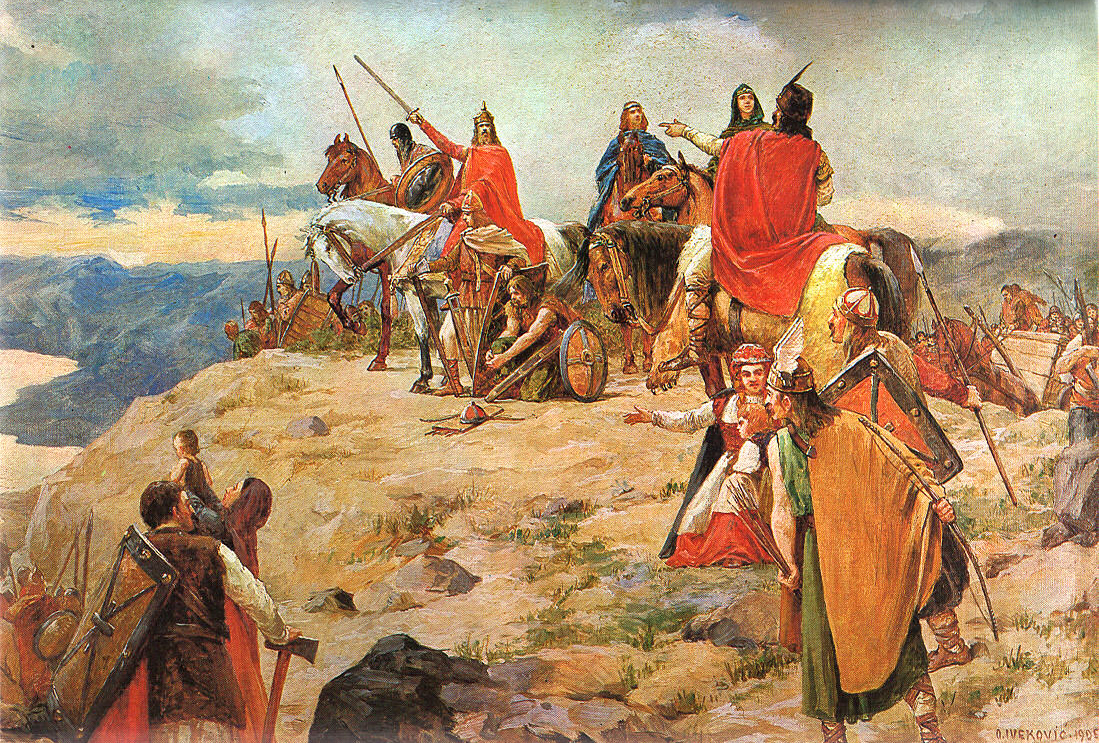
a llegada de los croatas al Adriático (1905), de Oton Iveković

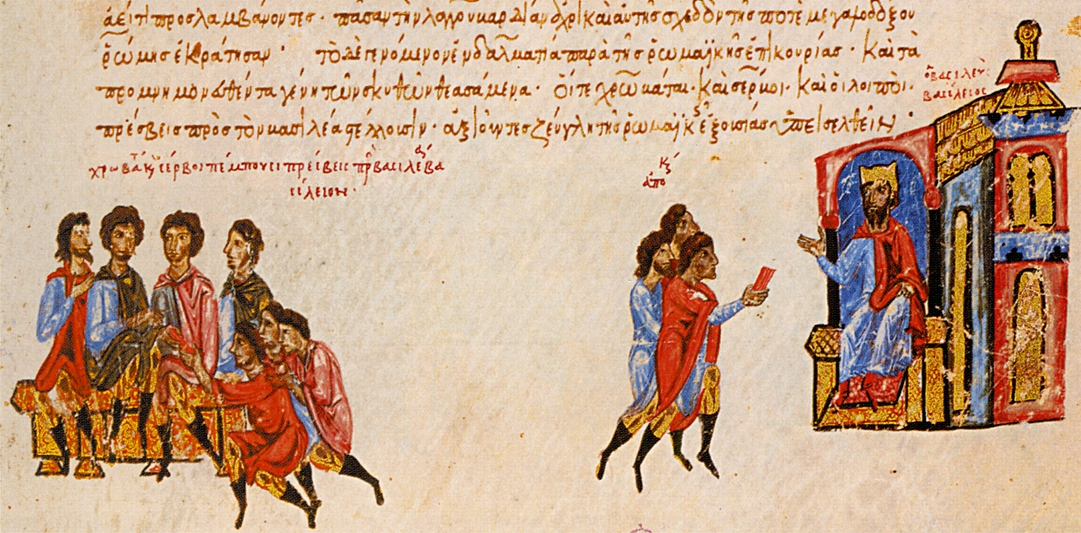
Delegación de croatas y serbios al emperador Basilio I

### Teoría eslava

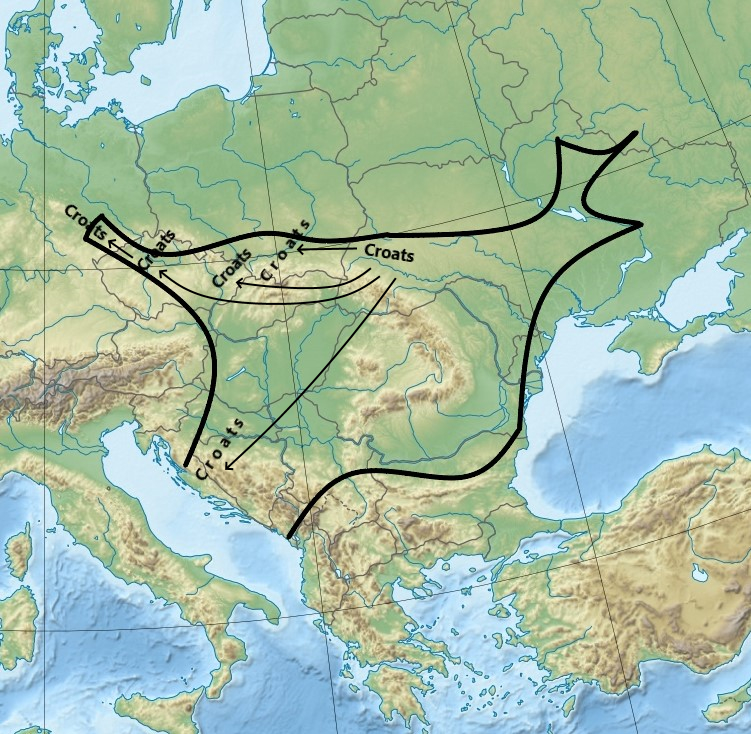
La distribución de cerámicas eslavas de la cultura Praga-Penkovka marcada en rojo, coincide con que todos los etnónimos conocidos de los croatas se encuentran dentro de esa área. Las posibles rutas de migración de los croatas se indican con flechas, según V.V. Sedov (1979).

### Teoría iraní

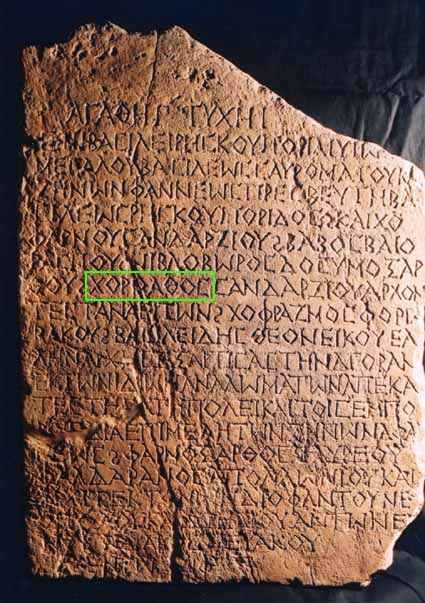
Foto de las Tablas de Tanais B que contienen la palabra Χοροάθος (Horoáthos).

### Antropología

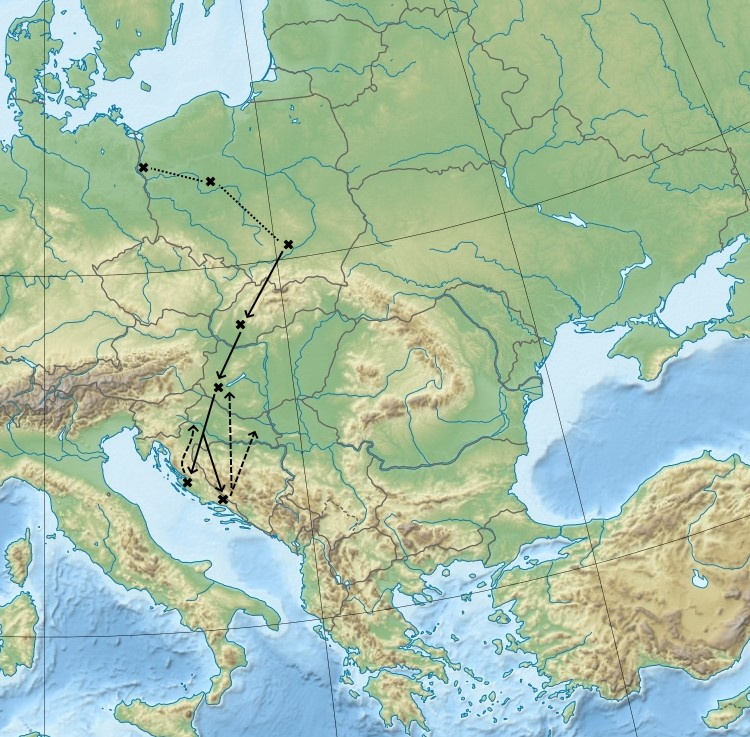
Las presumibles rutas de migración de los croatas medievales tempranos desde Polonia con una ruta directa a través de Eslovaquia y de Hungría, y la expansión gradual hacia el interior continental de Bosnia y Herzegovina en el, y solo después del al norte y este de Croacia, según M Šlaus (1998-2004).